# История Батурина
Батурин — резиденция гетманов Левобережной Украины в 1669—1708 и в 1750—1764 годах.

Памятный знак на месте резиденции гетмана Мазепы

## Древняя жизнь на территории Батурина
Местность, где расположен Батурин, заселялась людьми начиная с эпохи неолита. Заселение продолжалось в эпоху бронзы и в скифский период, о чём свидетельствуют выявленные здесь останки соответствующих поселений. В IX—XIII веках на этой территории существовало древнерусское городище.

## История XVI—XVII веков
Город Батурин основан в 1575 году польским королём Стефаном Баторием (трансильванским венгром Иштваном Батори) и назван в его честь. Вскоре после смерти Стефана Батурин запустел.
В начале 1630-х годов город принадлежал Стародубскому старосте Павлу Тризне. В начале Смоленской войны 1632—1634 годов Батуринский замок был взят русскими войсками и оставался незаселённым до конца военных действий.
В 1635 году Батурин был отстроен и включён в состав Черниговского воеводства Речи Посполитой. В том же 1635 году коронный подскарбий Ежи Оссолинский вынудил Новгород-Северского старосту А. Песочинского (люди которого отстроили замок) отказаться от своих претензий на Батурин.
После начала восстания Хмельницкого в 1648 году город заняли повстанцы.

## 1654 - 1917
В ходе Северной войны гетман Иван Мазепа начал тайные переговоры с польским двором и шведским королём Карлом XII, а с приближением основных сил шведской армии — осенью 1708 года открыто перешёл на сторону шведов и 29 октября 1708 года со сторонниками присоединился к Карлу XII. В укреплённом Батурине остались крупные запасы для шведской армии, сильный гарнизон под командованием полковника Д. Чечеля и есаула Кёнигсека сохранил верность Мазепе и рассчитывал на скорый подход шведских войск. В сложившихся условиях войска А. Д. Меньшикова 31 октября 1708 осадили и (при содействии прилуцкого полковника Ивана Носа) 2 ноября 1708 взяли Батурин, после чего город был сожжен.
В том же 1708 году гетманская резиденция была перенесена из Батурина в Глухов.
В 1750—1764 гг. город был резиденцией гетмана Кирилла Разумовского. Со смертью Разумовского, город окончательно утрачивает своё значение.
После ликвидации полкового деления, в 1781 город вошёл в состав Черниговского наместничества, в 1796 — в состав Малороссийской губернии, в 1802 году — в Конотопский уезд Черниговской губернии.
В 1789 г. за выступления против помещиков царское правительство принудительно переселило часть казаков из Батурина в слободу Висунск Екатеринославского наместничества, после чего его жители длительное время именовали себя батуринцами, а слободу — Батурином.

## 1918 - 1991
В 1923 году в Черниговской губернии были созданы округа, а вместо волостей — районы. Батурин стал центром района Конотопского округа Черниговской губернии. В 1925 году губернии были ликвидированы. В 1932 году, после очередной административно-территориальной реформы, Батурин вошел в состав вновь созданной Черниговской области.
Во время Великой Отечественной войны с 1941 до 7 сентября 1943 Батурин находился под немецкой оккупацией. 7 сентября 1943 года его освободили войска 75-й гвардейской стрелковой дивизии.
С 1960 года Батурин — поселок городского типа.

## Современная история

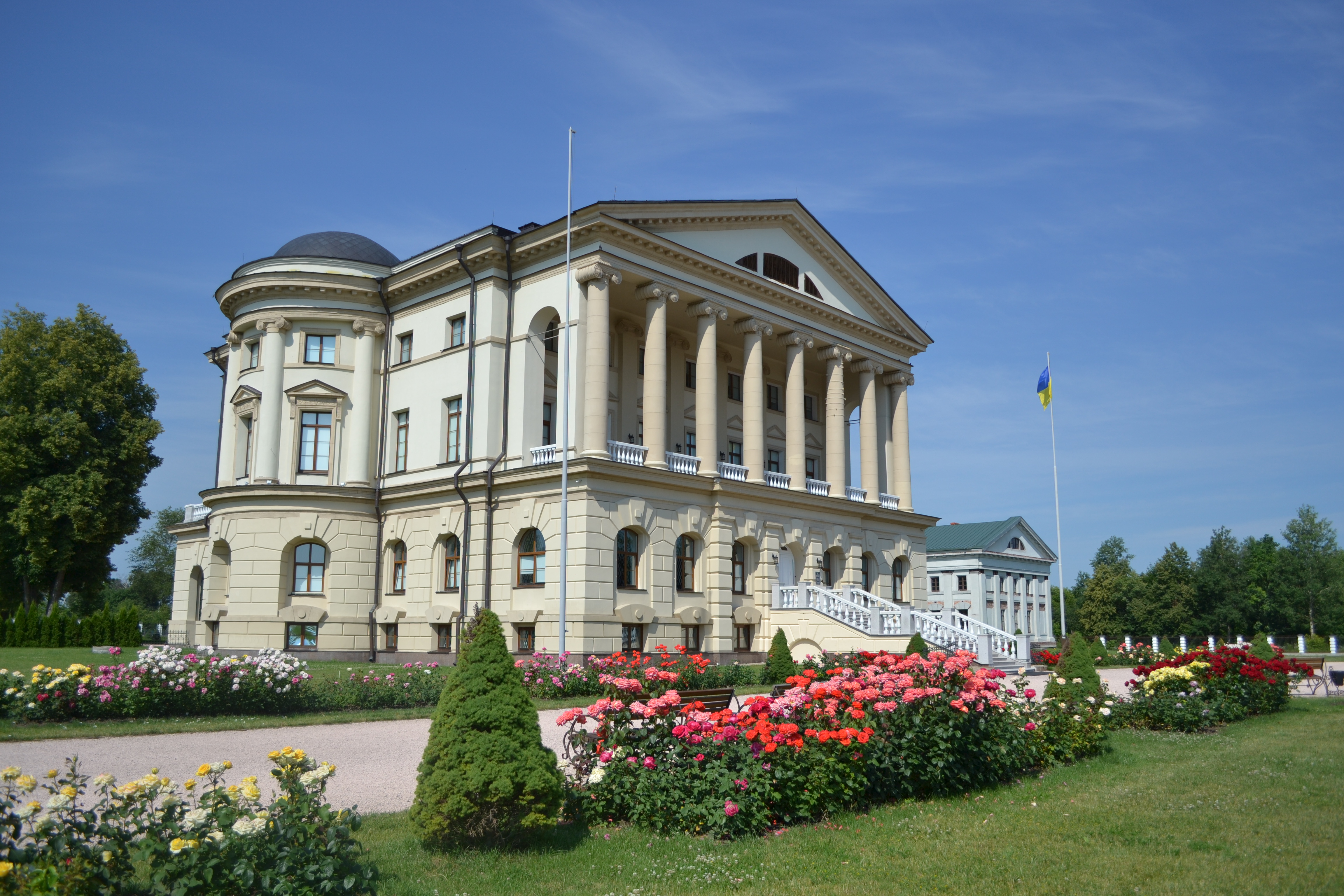
Дворец гетмана Разумовского

По инициативе В. Ющенко в начале XXI века в Батурине было реконструировано 5 объектов: цитадель Батуринской крепости, дворец гетмана Разумовского, дом Кочубея, Воскресенская церковь и Воскресенская школа при храме. В посёлке имеются кинотеатр и публичная библиотека.
Автобусная линия связывает Батурин с Бахмачем и Конотопом. Ближайшая железнодорожная станция — Бахмач.
7 октября 2006 Батурин официально стал «Восточной резиденцией президента Украины» (всего у него официальных резиденций более десятка). Национальным историко-культурным заповедником «Гетманская столица», находящимся в Батурине, в 1999 году была учреждена международная Премия имени Ивана Мазепы.